# Altadis
Altadis (Alliance-tabac-distribution) est une société holding de droit espagnol du secteur du tabac et de la distribution, née de la fusion en 1999 entre la Seita française et l'espagnole Tabacalera. Elle a été rachetée en 2008 par Imperial Tobacco.

## Histoire
Le groupe franco-espagnol a été racheté à la suite de l'OPA du britannique Imperial Tobacco (aujourd'hui Imperial Brands) qui a abouti en janvier 2008, les actions ayant été rachetées au prix unitaire de 50 € pour une valorisation d'Altadis à 12,8 milliards d'euros,.

## Organisation

### À la suite de la fusion
La Seita possédait une unité de fabrication d'allumettes, située à Saintines. Lors de la création d'Altadis, seules les activités de cigarettes et de cigares ont été conservées. L'usine a donc été vendue en 1999 au groupe tunisien Sofas. Elle commercialise ses allumettes sous le nom de Flam'up. 
La réorganisation a également entraîné des fermetures d'usines, comme celles de Tonneins en 2000, de Morlaix en 2001 et de Lille en 2005, mettant un terme à la production des cigarettes brunes Gitanes et Gauloises en France.

### Marques du groupe
Le groupe est composé de trois divisions :
- cigarettes : marques Gauloises (tabac blond et brun), Fortuna (tabac blond), Gitanes (tabacs blond et brun), News (tabac blond), Ducados (tabacs blond et brun), Royale (tabac blond), Fine 120, Bastos, Amsterdamer (Scaferlatis), Django, Marquise (commercialisée uniquement au Maroc), etc. Parmi ces marques, Fortuna et Ducados ont été apportées par la Tabacalera ; les autres proviennent de la Seita.
- cigares : José Piedra, VegaFina, Quai d'Orsay, Flor de Copan, etc.
- distribution : Logista, Metavideotex (marque Strator), 1 Dis, LPM Promodern

En 2004, le groupe a affiché un chiffre d'affaires de 3,518 milliards d'euros pour des effectifs de 27 500 salariés. Il est dirigé par Antonio Vázquez[réf. nécessaire].

## Parts de marché
Altadis était le no 1 mondial sur le marché du cigare, loin devant ses concurrents et surtout le seul acteur au premier rang des principaux marchés que sont les États-Unis, l'Espagne et la France. Il est cependant le seul à disposer d'un portefeuille de marques cubaines prestigieuses grâce à sa participation de 50 % dans la société Corporación Habanos acquise en 2000[réf. nécessaire].
Altadis était également le 3e fabricant de cigarettes en Europe occidentale[réf. nécessaire]. Dans le domaine de la distribution, la filiale Altadis-Distribution (anciennement SEITA-Distribution) commercialise la majeure partie du tabac écoulé par les buralistes. Seuls quelques distributeurs spécialisés dans les cigares ou le tabac à pipe sont également présents.
Le groupe possédait jusqu'à fin 2010 le monopole de la fabrication et de la distribution de tabac au Maroc, acquis en 2003 à hauteur de 80 % auprès du gouvernement marocain. La marque leader sur ce marché est la cigarette Marquise ; Altadis a progressivement introduit dans le pays les marques Gauloises et Fortuna.

## Actionnariat
Investisseurs institutionnels 86 %, actionnaires individuels 10 %, autres (salariés, etc.) 4 %.

## Altadis et la culture
Comme beaucoup de grandes entreprises, Altadis développe aussi une action culturelle via une fondation, un prix consacrant des plasticiens contemporains et l'organisation de débats d'idées et conférences. Altadis était l'un des mécènes du festival international du film de Marrakech.